# پاکور، هند
پاکور (به انگلیسی: Pakur) یک منطقهٔ مسکونی در هند است که در بخش پاکور واقع شده‌است. پاکور ۱۱٫۰۸ کیلومتر مربع مساحت و ۴۵٬۸۴۰ نفر جمعیت دارد.